# Ophiusa diagramma
Ophiusa diagramma är en fjärilsart som beskrevs av Oswald Beltram Lower 1903. Ophiusa diagramma ingår i släktet Ophiusa och familjen nattflyn. Inga underarter finns listade i Catalogue of Life.